# Bogomir Šuštar
Bogomir Šuštar, slovenski letalski tehnik in veteran vojne za Slovenijo, * ?.
S pilotom Jožetom Kalanom sta prebegnila v helikopterju Gazela, ki je postal prvo (zračno) plovilo TO RS.

## Odlikovanja in nagrade
Leta 1992 je prejel častni znak svobode Republike Slovenije z naslednjo utemeljitvijo: »za izjemne zasluge pri obrambi svobode in uveljavljanju suverenosti Republike Slovenije«.